# Mireille Bousquet-Mélou
Mireille Bousquet-Mélou (nacida el 12 de mayo de 1967) es una matemática francesa especializada en combinatoria enumerativa y quien trabaja como investigadora principal para el Centro Nacional de Investigación Científica (CNRS) en el departamento de informática (LaBRI) de la Universidad de Burdeos.

## Educación y carrera
Bousquet-Mélou nació en Albi, como la segunda hija de dos profesores de secundaria, y creció en Pau, donde su familia se mudó cuando tenía tres años.  Estudió en la Escuela Normal Superior de París de 1986 a 1990, como la única mujer en su clase entrante de matemáticos, y se ganó una agregación en matemáticas en 1989, con Xavier Gérard Viennot como su mentor en combinatoria. Completó su doctorado en la Universidad de Burdeos en 1991, con una disertación sobre la enumeración de poliominos ortogonalmente convexos supervisados por Viennot. Se unió al CNRS como investigadora junior en 1990, y completó una habilitación en Burdeos en 1996.

## Premios y honores
Ganó la medalla de bronce del CNRS en 1993 y la medalla de plata en 2014. La Universidad de Linköping le otorgó un doctorado honorario en 2005, y la Academia de Ciencias de Francia le otorgó el Premio Charles-Louis de Saulces de Freycinet en 2009. En 2006, fue oradora invitada en el Congreso Internacional de Matemáticos en la sección de combinatoria.  Su presentación en el congreso se refería a las conexiones entre la combinatoria enumerativa, la teoría del lenguaje formal y la estructura algebraica de las funciones generadoras, según la cual los problemas de enumeración cuyas funciones generadoras son funciones racionales a menudo son isomorfos a los lenguajes regulares, y los problemas cuyas funciones generadoras son algebraicas a menudo son isomorfos a lenguajes libres de contexto no ambiguos. 

## Publicaciones seleccionadas
- Bousquet-Mélou, Mireille (1996), «A method for the enumeration of various classes of column-convex polygons», Discrete Mathematics 154 (1-3): 1-25, doi:10.1016/0012-365X(95)00003-F.  .
- Bousquet-Mélou, Mireille; Petkovšek, Marko (2000), «Linear recurrences with constant coefficients: the multivariate case», Discrete Mathematics 225 (1-3): 51-75, doi:10.1016/S0012-365X(00)00147-3.  .
- Banderier, Cyril; Bousquet-Mélou, Mireille; Denise, Alain; Flajolet, Philippe; Gardy, Danièle; Gouyou-Beauchamps, Dominique (2002), «Generating functions for generating trees», Discrete Mathematics 246 (1-3): 29-55, doi:10.1016/S0012-365X(01)00250-3.  .
- Bousquet-Mélou, Mireille (2006), «Rational and algebraic series in combinatorial enumeration», International Congress of Mathematicians. Vol. III, Eur. Math. Soc., Zürich, pp. 789-826. Bousquet-Mélou, Mireille (2006), «Rational and algebraic series in combinatorial enumeration», International Congress of Mathematicians. Vol. III, Eur. Math. Soc., Zürich, pp. 789-826. Bousquet-Mélou, Mireille (2006), «Rational and algebraic series in combinatorial enumeration», International Congress of Mathematicians. Vol. III, Eur. Math. Soc., Zürich, pp. 789-826. Bousquet-Mélou, Mireille (2006), «Rational and algebraic series in combinatorial enumeration», International Congress of Mathematicians. Vol. III, Eur. Math. Soc., Zürich, pp. 789-826. Bousquet-Mélou, Mireille (2006), «Rational and algebraic series in combinatorial enumeration», International Congress of Mathematicians. Vol. III, Eur. Math. Soc., Zürich, pp. 789-826.  .